# Hospodářský výbor Poslanecké sněmovny Parlamentu České republiky
Hospodářský výbor Poslanecké sněmovny Parlamentu ČR je výbor, který se zabývá především dopravou, obchodem, jadernou bezpečností a dalšími věcmi. Jedná se o výbor, který sněmovna není povinna zřídit.
Ve volebním období 2021–2025 ho vede Ivan Adamec z ODS.

## Předsedové výboru v historii
| Předseda          | Strana | Strana | Doba vykonávání úřadu | Foto |
| ----------------- | ------ | ------ | --------------------- | ---- |
| Vladimír Budinský |        | ODS    | 1993–1995             |      |
| Josef Holub       |        | ODS    | 1995–1998             |      |
| František Brožík  |        | ČSSD   | 1998–2000             |      |
| Josef Hojdar      |        | ČSSD   | 2000–2006             |      |
| Miroslav Kapoun   |        | ČSSD   | 2006                  |      |
| Oldřich Vojíř     |        | ODS    | 2006–2010             |      |
| Milan Urban       |        | ČSSD   | 2010–2013             |      |
| Ivan Pilný        |        | ANO    | 2013 – 2017           |      |
| Radim Fiala       |        | SPD    | 2017–2021             |      |
| Ivan Adamec       |        | ODS    | 2021–dosud            |      |

## Hospodářský výbor (24.11.2021 – dosud)

### Předseda výboru
- Mgr. Ivan Adamec

### Místopředsedové výboru
- Ing. Jan Bauer
- Ing. Radim Fiala
- Ing. Martin Kolovratník
- Ing. Patrik Nacher
- Ing. Antonín Tesařík

## Hospodářský výbor (24.11.2017 – 21.10.2021)

### Předseda výboru
- Ing. Radim Fiala

### Místopředsedové výboru
- Mgr. Ivan Adamec
- Ing. Martin Jiránek
- Ing. Pavel Juříček, Ph.D.
- Ing. Martin Kolovratník
- Ing. Květa Matušovská

## Hospodářský výbor (27.11.2013 – 26.10.2017)

### Předseda výboru
- Ing. Ivan Pilný

### Místopředsedové výboru
- Mgr. Ivan Adamec
- Mgr. Richard Brabec
- Jaroslav Foldyna
- JUDr. Michal Hašek
- Ing. Martin Kolovratník
- Ing. František Laudát
- Stanislav Pfléger
- Ing. Karel Šidlo
- Ing. Milan Urban

## Hospodářský výbor (24.06.2010 – 28.08.2013)

### Předseda výboru
- Ing. Milan Urban

### Místopředsedové výboru
- Ing. František Sivera
- Mgr. Aleš Rádl
- Jan Husák
- Ing. František Laudát
- Cyril Zapletal
- Ing. Pavel Hojda
- Mgr. Stanislav Huml
- Petr Skokan

## Hospodářský výbor (12.09.2006 – 03.06.2010)

### Předseda výboru
- Mgr. Oldřich Vojíř, Ph.D.

### Místopředsedové výboru
- Ing. Pavel Hojda
- Jan Husák
- Ing. Karel Korytář
- Ing. Břetislav Petr
- Ing. Jaroslav Plachý
- Ing. Karel Sehoř
- Ing. Milan Šimonovský
- Ing. Milan Urban

## Hospodářský výbor (16.07.2002 – 15.06.2006)

### Předsedové výboru
- Ing. Josef Hojdar
- Miroslav Kapoun

### Místopředsedové výboru
- MVDr. Marian Bielesz
- Miroslav Kapoun
- Ing. Martin Říman
- Mgr. Oldřich Vojíř, Ph.D.
- Ing. Karel Vymětal

## Hospodářský výbor (22.07.1998 – 20.06.2002)

### Předsedové výboru
- Ing. František Brožík
- Ing. Josef Hojdar

### Místopředsedové výboru
- Ing. Josef Hojdar
- Miroslav Kapoun
- Ing. Karel Sehoř
- Ing. Zdeněk Švrček
- Ing. Karel Vymětal

## Hospodářský výbor (02.07.1996 – 19.06.1998)

### Předseda výboru
- Ing. Josef Holub

### Místopředsedové výboru
- Ing. František Brožík
- doc. Ing. Miroslav Grégr, CSc.
- Mgr. Věnceslav Lukáš
- Ivan Vrzal

## Hospodářský výbor (06.06.1992 – 06.06.1996)

### Předsedové výboru
- Ing. Vladimír Budinský
- Ing. Josef Holub

### Místopředsedové výboru
- Ota Fejfar
- Ing. Ludvík Motyčka
- Ing. Vladimír Procházka, CSc.